# Absorbtivitate
Absorbtivitatea (Puterea de absorbție) {\displaystyle \scriptstyle A_{M}} a suprafeței unui material {\displaystyle \scriptstyle M} este fracțiunea din energia electromagnetică cu lungimi de undă într-un interval {\displaystyle \scriptstyle \left(\lambda ,\lambda +d\lambda \right)}, incidentă în unitatea de timp asupra unui element de suprafață {\displaystyle \scriptstyle dA} cu normala {\displaystyle \scriptstyle \mathbf {n} } sub un unghi solid {\displaystyle \scriptstyle d\Omega } împrejurul unei direcții {\displaystyle \scriptstyle \mathbf {n} _{1}} dată de unghiurile {\displaystyle \scriptstyle \left(\theta ,\phi \right)}  ({\displaystyle \scriptstyle \mathbf {n} \mathbf {n} _{1}=cos\theta }, produsul scalar dintre normala și direcția considerată), care este absorbită de suprafață.

 unde

Absorptivitatea depinde de temperatura {\displaystyle \scriptstyle T} a materialului {\displaystyle \scriptstyle M} și poate fi diferită în puncte diferite ale suprafeței. Absorptivitatea este un număr real cu valoarea cuprinsă între 0 și 1. Un corp fictiv a cărui suprafață are absorptivitatea egală cu 1 pentru toate unghiurile de incidență și pentru toate lungimile de undă este numit "corp negru". Numărul 1-A se numește reflectivitate(relativă la o direcție de incidență dată) :

 Absorptivitatea este legată de emisivitate prin legile lui Kirchhoff. Absorptivitatea este o proprietate a suprafeței și nu trebuie confundată cu coeficientul de absorbție (atenuare) al radiației la propagarea ei prin mediu. Poate apare ușor și confuzie: de exemplu suprafața unui metal are reflectivitate mare, deci absorptivitate mică, deși atenuarea (absorbția) unei unde electromagnetice în interiorul metalului e foarte mare (cedează energie electronilor liberi).